# 顕恭皇后
顕恭皇后（けんきょうこうごう）は、北宋の徽宗の皇后で欽宗の母。姓は王氏。諡は初め静和であった。

## 生涯
開封で徳州刺史王藻の娘として生まれた。元符2年（1099年）6月、端王趙佶（後の徽宗）に嫁ぎ、順国夫人に封ぜられた。端王が皇帝に即位後、皇后に立てられた。趙桓（欽宗）と趙金奴（栄徳帝姫）を産んだ。
徽宗は王皇后をあまり寵愛せず、鄭貴妃（後に皇后となった）と大王貴妃を寵愛し、皇后は彼女らと等しく扱われた。大観2年（1108年）9月、崩じた。徽宗の父の神宗の永裕陵に従葬された。

## 伝記資料
- 『宋史』
- 『宋会要輯稿』